# St. Kilian (Reinhardshofen)

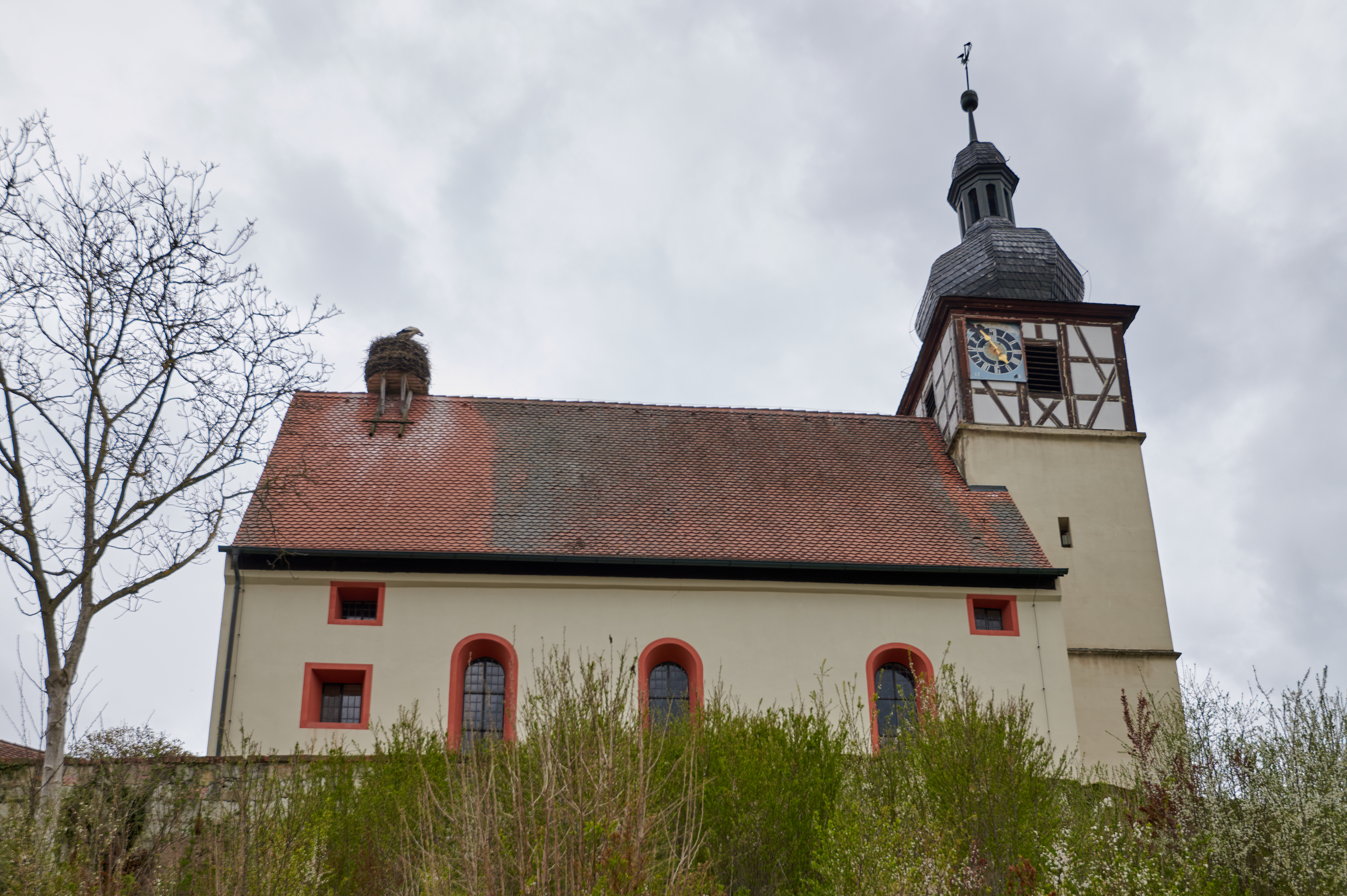
St. Kilian (Reinhardshofen)

Die denkmalgeschützte, evangelisch-lutherische Filialkirche St. Kilian steht in Reinhardshofen, einem Gemeindeteil der Gemeinde Gutenstetten im Landkreis Neustadt an der Aisch-Bad Windsheim (Mittelfranken, Bayern). Die Kirche ist unter der Denkmalnummer D-5-75-128-15 als Baudenkmal in der Bayerischen Denkmalliste eingetragen. Die Kirche gehört zur Pfarrei Gutenstetten im
Dekanat Neustadt an der Aisch im Kirchenkreis Nürnberg der Evangelisch-Lutherischen Kirche in Bayern.

## Architektur und Ausstattung
Das 1663/64 gebaute Langhaus der Saalkirche, das mit einem Satteldach bedeckt ist, wurde 1715 um den Chor im Westen erweitert. Der Kirchturm im Osten wurde 1711 um ein Geschoss aus Holzfachwerk, das die Turmuhr und den Glockenstuhl beherbergt, aufgestockt und mit einer schiefergedeckten Welschen Haube bedeckt, die 1932 erneuert wurde. Der Innenraum des Langhauses, der umlaufende, doppelstöckige Emporen hat, ist mit einer Kassettendecke überspannt. Zur Kirchenausstattung gehört ein 1750 gebauter Altar mit einer Kreuzigungsgruppe. Die Kanzel wurde in Formen der Neorenaissance errichtet. Das Taufbecken wurde aus gotischen Elementen zusammengesetzt.